# Liste der Mitglieder des Provinziallandtags der Rheinprovinz (27. Sitzungsperiode)
Diese Liste nennt die Mitglieder des 27. Provinziallandtages der Rheinprovinz 1881.

## Hintergrund
Der Provinziallandtag der Rheinprovinz bestand aus 75 Mitglieder, die sich in vier Kurien aufteilten. Die erste Kurie bestand aus vier Standesherren, die über Virilstimmen verfügten. Die Standesherren konnten sich vertreten lassen. Die zweite Kurie bestand aus den Vertretern der Ritterschaft, diese wurden in zwei Wahlkreisen (Regierungsbezirke Koblenz/Trier/Köln und Regierungsbezirke Aachen/Düsseldorf) gewählt. Die dritte Kurie bildeten die Vertreter der Städte. Diese wurden in indirekter Wahl bestimmt. Die vierte Kurie bildeten die Landgemeinden. Diese wählten die Vertreter in doppelt indirekter Wahl: Die Urwähler wählten Wahlmänner, diese dann Bezirkswähler. Wahlkreise waren die Landkreise. Für die Abgeordneten wurden jeweils auch Stellvertreter gewählt.
Der Provinziallandtag trat vom 13. November 1881 bis zum 3. Dezember 1881 in Düsseldorf zusammen.

## Liste der Abgeordneten
| Kurie                                | Wahlkreis | Abgeordneter                                | Anmerkung                                                                                    |
| ------------------------------------ | --- | ------------------------------------------- | -------------------------------------------------------------------------------------------- |
| Stand der Fürsten, Grafen und Herren | | Fürst Wilhelm zu Wied                       | Landtagsmarschall                                                                            |
| Stand der Fürsten, Grafen und Herren | | Fürst Alfred zu Salm-Reifferscheidt-Dyck    | Dyk bei Neuss                                                                                |
| Stand der Fürsten, Grafen und Herren | | Fürst Hermann zu Solms-Hohensolms-Lich      |                                                                                              |
| Stand der Fürsten, Grafen und Herren | | Fürst Ernst zu Solms-Braunfels              | vertreten durch Albert Mooren, Geheimer Sanitätsrat und Rittergutsbesitzer                   |
| Ritterschaft                         | Koblenz/Trier/Köln | Graf Carl zu Westerhold und Gysenberg       | Kammerherr, auf Schloss Arenfels                                                             |
| Ritterschaft                         | Koblenz/Trier/Köln | Freiherr Edmund von Spies-Büllesheim        | Kammerherr, Haus Hull                                                                        |
| Ritterschaft                         | Koblenz/Trier/Köln | Friedrich von Solemacher-Antweiler          | Grünhaus, Vizelandtagsmarschall                                                              |
| Ritterschaft                         | Koblenz/Trier/Köln | Egon von Fürstenberg                        | Landrat, Schloss Heiligenhoven                                                               |
| Ritterschaft                         | Koblenz/Trier/Köln | Graf Gisbert Egon von Fürstenberg-Stammheim | Schloss Stammheim                                                                            |
| Ritterschaft                         | Koblenz/Trier/Köln | Eugen von Loë                               | Landrat, Siegburg                                                                            |
| Ritterschaft                         | Koblenz/Trier/Köln | Graf Maximilian von Nesselrode-Ehreshoven   | Oberhofmeister, Ehreshoven                                                                   |
| Ritterschaft                         | Koblenz/Trier/Köln | Clemens von Loë                             | Schloss Wissen                                                                               |
| Ritterschaft                         | Koblenz/Trier/Köln | Franz von Spee                              | Bürgermeister, Cromfort                                                                      |
| Ritterschaft                         | Koblenz/Trier/Köln | Otto Graf Beissel von Gymnich               | Schloss Schmidtheim                                                                          |
| Ritterschaft                         | Koblenz/Trier/Köln | Freiherr Franz Egon von Fürstenberg         | Gimborn                                                                                      |
| Ritterschaft                         | Koblenz/Trier/Köln | Joseph von Groote                           | Rittmeister a. D., Hermülheim                                                                |
| Ritterschaft                         | Aachen/Düsseldorf | Freiherr Julius von Dalwigk                 | Kammerherr, Münster                                                                          |
| Ritterschaft                         | Aachen/Düsseldorf | Freiherr Friedrich Leopold von Fürstenberg  | Schloss Hugenpoet                                                                            |
| Ritterschaft                         | Koblenz/Trier/Köln | Graf Wilhelm von Hoensbroech                | Schloss Haag                                                                                 |
| Ritterschaft                         | Aachen/Düsseldorf | Hermann Seul                                | Direktor der Rheinischen Provinzial Feuersocietät, Düsseldorf                                |
| Ritterschaft                         | Aachen/Düsseldorf | Freiherr Georg von Eerde                    | Landrat, Geldern                                                                             |
| Ritterschaft                         | Aachen/Düsseldorf | Rudolph Geyr von Schweppenburg              | Haus Caen, als Stellvertreter                                                                |
| Ritterschaft                         | Aachen/Düsseldorf | Freiherr Friedrich von Bourscheidt          | Haus Rath                                                                                    |
| Ritterschaft                         | Aachen/Düsseldorf | Bruno von Heister                           | Düsseldorf                                                                                   |
| Ritterschaft                         | Aachen/Düsseldorf | Freiherr Adolph von Eynatten                | königlicher Kammerherr, Düsseldorf                                                           |
| Ritterschaft                         | Aachen/Düsseldorf | Graf Johann Wilhelm von Mirbach             | Harff                                                                                        |
| Ritterschaft                         | Aachen/Düsseldorf | Freiherr Emmerich Raitz von Frentz          | Königlicher Kammerherr, Schlosshauptmann und Landrat a. D. aus Düsseldorf, Landtagsmarschall |
| Ritterschaft                         | Aachen/Düsseldorf | Freiherr Bernhard von Scheibler             | Landrat a. D., Aachen                                                                        |
| Ritterschaft                         | Aachen/Düsseldorf | Graf Wilderich von Spee                     | Untermaubach                                                                                 |
| Städte                               | Köln | Wilhelm Kaesen                              | Kaufmann und Stadtverordneter, Köln                                                          |
| Städte                               | Köln | August Heuser                               | Kommerzienrat, Köln                                                                          |
| Städte                               | Aachen | Ludwig Pelzer                               | Advokat-Anwalt und Stadtverordneter, Aachen                                                  |
| Städte                               | Düsseldorf | Heinrich Courth                             | Advokat-Anwalt, Düsseldorf                                                                   |
| Städte                               | Koblenz | Nicolaus Bremig                             | Advokat-Anwalt und Stadtverordneter, Koblenz                                                 |
| Städte                               | Trier | Louis Lautz                                 | Bankier, Trier                                                                               |
| Städte                               | Elberfeld | Theodor Dietze                              | Kaufmann und Beigeordneter, Elberfeld                                                        |
| Städte                               | Barmen | Wilhelm von Eynern                          | Kaufmann, Barmen                                                                             |
| Städte                               | Krefeld | Wilhelm Jentges                             | Seidenfabrikant und Stadtverordneter, Krefeldr                                               |
| Städte                               | Kreuznach, Kirn, Sobernheim, St. Goar, Boppard, Oberwinter, Bacharach, Stromberg                                                       | Victor Sahler                               | Bankier und Beigeordneter, Kreuznach                                                         |
| Städte                               | Stromberg, Trarbach, Zell, Cochem, Mayen, Andernach, Ahrweiler, Sinzig, Remagen, Simmern                                               | Matthias Joseph Kreuzberg                   | Weinhändler und Stadtverordneter, Ahrweiler                                                  |
| Städte                               | Ehrenbreitstein, Vallendar, Bendorf, Neuwied, Linz, Wetzlar, Braunfels                                                                 | Hermann Radermacher                         | Beigeordneter, Neuwied                                                                       |
| Städte                               | Saarlouis, Saarbrücken, St. Johann, Ottweiler, St, Wendel, Baumholder                                                                  | Ludwig Heinrich Röchling                    | Kaufmann, St. Johann                                                                         |
| Städte                               | Merzig, Prüm, Bitburg, Wittlich, Bernkastel, Saarburg, Neuerburg                                                                       | Eduard Nels                                 | 1. Beigeordneter, Prüm                                                                       |
| Städte                               | Eupen, Malmédy, Schleiden, Monschau | Andreas von Grand-Ry                        | Gutsbesitzer, Eupen                                                                          |
| Städte                               | Düren, Gemünd, Stolberg, Burtscheid, Schleiden                                                                                         | Julius Friedrich von Werner                 | Bürgermeister, Stolberg                                                                      |
| Städte                               | Jülich, Eschweiler, Heinsberg, Erkelenz, Geilenkirchen mit Hünshoven, Linnich                                                          | Joseph Rosen                                | Rentier, Eschweiler                                                                          |
| Städte                               | Bonn, Münstereifel, Euskirchen, Zülpich, Rheinbach, Ehrenfeld                                                                          | Gustav Marcus                               | Verlagsbuchhändler, Bonn                                                                     |
| Städte                               | Deutz, Mülheim am Rhein, Gladbach, Gummersbach, Wipperfürth, Siegburg, Königswinter, Neustadt                                          | Wilhelm von Hövel                           | Streichgarnspinnereibesitzer aus B-Gladbach bei Mülheim am Rhein                             |
| Städte                               | Ratingen, Kaiserswerth, Angermund mit Gerresheim, Mettmann, Langenberg mit Hardenberg, Wülfrath, Velbert, Kronenberg, Steele, Hilden   | Gottfried Friedrich Conze                   | Beigeordneter und Seidenfabrikant, Langenberg                                                |
| Städte                               | Duisburg, Mülheim an der Ruhr, Essen, Kettwig, Werden, Ruhrort, Dinslaken, Emmerich, Rees, Isselburg                                   | Ernst Waldthausen                           | Kommerzienrat, Essen                                                                         |
| Städte                               | Kleve, Wesel, Goch, Gelder, Rheinberg, Moers, Orsoy, Xanten                                                                            | Rudolph von Monschaw                        | Hauptmann a. D., Goch                                                                        |
| Städte                               | Neuss, Grevenbroich, Wevelinghoven, Gladbach, Viersen, Dahlen, Odenkirche, Rheydt, Uerdingen, Kempen, Süchtelen, Dülken, Kaldenkirchen | Theodor Croon                               | Beigeordneter, M-Gladbach                                                                    |
| Städte                               | Lennep, Ronsdorf, Lüdringhausen, Radevormwald, Burg, Hückeswagen, Wermelskirchen                                                       | Hugo Troost                                 | Fabrikant, Hückeswagen                                                                       |
| Städte                               | Solingen, Remscheid, Dorp, Gräfrath, Wald, Höhscheid mit Merscheid, Burscheid mit Leichlingen, Opladen mit Neukirchen, Hitdorf         | Carl Friederichs                            | Kaufmann und Beigeordneter, Remscheid                                                        |
| Landgemeinden                        | Koblenz, St. Goar | Adolph Wunderlich                           | Ökonom, Neuwied                                                                              |
| Landgemeinden                        | Cochem, Mayen | Karl Friedrich Theisen                      | Gutsbesitzer, Lutzerath                                                                      |
| Landgemeinden                        | Adenau, Ahrweiler, Zell | Friedrich Peter Rumpel                      | Kaufmann und Gutsbesitzer, Traben                                                            |
| Landgemeinden                        | Altenkirchen, Wetzlar | Adolph Jagenberg                            | Gutsbesitzer, Almersbach                                                                     |
| Landgemeinden                        | Kreuznach, Simmern | Heinrich Trapp                              | Ökonom, Waldböckelheim                                                                       |
| Landgemeinden                        | Neuwied | Adolph Reinhard                             | Ökonom, Heddesdorf                                                                           |
| Landgemeinden                        | Bonn, Euskirchen, Rheinbach | Franz Horster                               | Bürgermeister a. D. und Gutsbesitzer, Hersel                                                 |
| Landgemeinden                        | Regierungsbezirk Köln | Hugo Mund                                   | Hauptmann a. D. und Gutsbesitzer, Brücken                                                    |
| Landgemeinden                        | Kreis Köln, Bergheim | Joseph Hubert Weidt                         | Bürgermeister a. D. und Gutsbesitzer, Großkönigsdorf                                         |
| Landgemeinden                        | Siegburg, Waldbröl | Franz Strunk                                | Bürgermeister und Gutsbesitzer, Warth                                                        |
| Landgemeinden                        | Regierungsbezirk Düsseldorf | Arnold Maas                                 | Gutsbesitzer, Schwelgern                                                                     |
| Landgemeinden                        | Düsseldorf, Solingen, Mettmann, Lennep                                                                                                 | Julius Wolters                              | Rittergutsbesitzer, Düsseldorf                                                               |
| Landgemeinden                        | Regierungsbezirk Düsseldorf | Felix von Loë                               | Landrat a. D., Hassum                                                                        |
| Landgemeinden                        | Geldern, Kempen | Tillmann Bönninger                          | Gutsbesitzer, Hüls                                                                           |
| Landgemeinden                        | Moers, Krefeld | Julius von Bönninghausen                    | Gutsbesitzer, Hollandshof                                                                    |
| Landgemeinden                        | Gladbach, Neuss, Grevenbroich | Werner Breuer                               | Gutsbesitzer, Giesenkirchen                                                                  |
| Landgemeinden                        | Saarbrücken, Ottweiler, St. Wendel | Eduard Karcher                              | Gutsbesitzer, Saarbrücken                                                                    |
| Landgemeinden                        | Land- und Stadtkreis Trier | Wilhelm Rautenstrauch                       | Gutsbesitzer, Eitelsbach                                                                     |
| Landgemeinden                        | Saarburg, Merzig, Saarlouis | Johann Baptist Reusch                       | Gutsbesitzer, Bürgermeister und Posthalter, Lebach                                           |
| Landgemeinden                        | Bernkastel, Wittlich | Friedrich Hermann                           | Gutsbesitzer, Mülheim an der Mosel                                                           |
| Landgemeinden                        | Daun, Prüm, Bitburg | Johann Peter Limbourg                       | Gutsbesitzer, Bitburg                                                                        |
| Landgemeinden                        | Jüllich, Düren | Willibrod Aretz                             | Bürgermeister, Gevelsdorf                                                                    |
| Landgemeinden                        | Aachen, Geilenkirchen | Friedrich Adolph Kockerols                  | Gutsbesitzer, Leiffarth                                                                      |
| Landgemeinden                        | Heinsberg, Erkelenz | Johann Hubert Schlick                       | Gutsbesitzer, Holzweiler                                                                     |
| Landgemeinden                        | Eupen, Malmedy, Schleiden, St. Vith | Stephan Joseph Mattonet                     | Gutsbesitzer, St. Vith                                                                       |